# ATP Challenger Series 1981
In der folgenden Tabelle werden die Turniere der professionellen Herrentennis-Saison 1981 der ATP Challenger Series dargestellt. Sie bestand aus 45 Turnieren mit einem Preisgeld von 25.000 bis 50.000 US-Dollar. Es war die vierte Ausgabe des Challenger-Turnierzyklus.

## Turnierplan

### Januar
| Datum1 | Ort   | Turnier          | Preisgeld | Draw    | Belag2    | Sieger Einzel   | Sieger Doppel          |
| ------ | ----- | ---------------- | --------- | ------- | --------- | --------------- | ---------------------- |
| 12.01. | Perth | Perth Challenger | $ 25.000  | 63E/31D | Hartplatz | John Fitzgerald | Syd Ball Cliff Letcher |

### Februar
| Datum1 | Ort                            | Turnier                    | Preisgeld | Draw    | Belag2    | Sieger Einzel      | Sieger Doppel                   |
| ------ | ------------------------------ | -------------------------- | --------- | ------- | --------- | ------------------ | ------------------------------- |
| 09.02  | Buenos Aires(Ituzaingo)        | Ituzaingo Challenger       | $ 25.000  | 32E/16D | Sandplatz | Eric Fromm         | unbekannt                       |
| 16.02  | Mar del Plata                  | Mar del Plata Challenger   | $ 25.000  | 32E/16D | Sandplatz | Eduardo Bengoechea | unbekannt                       |
| 23.02. | Ogun                           | Ogun Challenger            | $ 25.000  | 32E/16D | Hartplatz | Craig Wittus       | Ian Harris Craig Wittus         |
| 23.02. | Buenos Aires (Bellavista Club) | Río de la Plata Challenger | $ 25.000  | 32E/16D | Hartplatz | Eric Fromm         | Roberto Carruthers Carlos Lando |

### März
| Datum1 | Ort       | Turnier                | Preisgeld | Draw    | Belag2    | Sieger Einzel      | Sieger Doppel               |
| ------ | --------- | ---------------------- | --------- | ------- | --------- | ------------------ | --------------------------- |
| 02.03. | Lagos     | Lagos Challenger       | $ 50.000  | 32E/16D | Hartplatz | Larry Stefanki     | Bruce Kleege Larry Stefanki |
| 09.03. | Kaduna    | Kaduna Challenger      | $ 25.000  | 32E/16D | Hartplatz | Gianluca Rinaldini | Junie Chatman Mark Vines    |
| 30.03. | Barcelona | Barcelona Challenger I | $ 25.000  | 32E/16D | Hartplatz | Ulrich Pinner      | Junie Chatman Marko Ostoja  |

### April
| Datum1 | Ort             | Turnier                    | Preisgeld | Draw    | Belag2    | Sieger Einzel     | Sieger Doppel                 |
| ------ | --------------- | -------------------------- | --------- | ------- | --------- | ----------------- | ----------------------------- |
| 06.04. | Kyōto           | Kyoto Challenger           | $ 25.000  | 32E/16D | Hartplatz | Ron Hightower     | Matt Mitchell William Maze    |
| 13.04. | Barcelona       | Barcelona Challenger II    | $ 25.000  | 32E/16D | Hartplatz | Diego Pérez       | Tim Garcia Bruce Nichols      |
| 13.04. | Curitiba        | Curitiba Challenger        | $ 25.000  | 32E/16D | Hartplatz | Carlos Kirmayr    | Carlos Kirmayr Cássio Motta   |
| 13.04. | San Luis Potosí | San Luis Potosí Challenger | $ 25.000  | 64E/32D | Hartplatz | Rick Fagel        | Brad Drewett George Hardie    |
| 20.04. | Tokio           | Tokyo Challenger           | $ 25.000  | 32E/16D | Hartplatz | John Fitzgerald   | John Fitzgerald Wayne Pascoe  |
| 27.04. | Berlin          | Berlin Challenger          | $ 25.000  | 32E/16D | Hartplatz | Werner Zirngibl   | Andreas Maurer Wolfgang Popp  |
| 27.04. | Nagoya          | Nagoya Challenger          | $ 25.000  | 32E/16D | Hartplatz | Russell Simpson   | Billy Martin Russell Simpson  |
| 27.04. | Parioli         | Parioli Challenger         | $ 25.000  | 32E/16D | Hartplatz | Alejandro Pierola | Henri Leconte Gilles Moretton |
| 27.04. | West Worthing   | West Worthing Challenger   | $ 25.000  | 32E/16D | Hartplatz | John Feaver       | Chris Johnstone Chris Lewis   |

### Mai
| Datum1 | Ort               | Turnier                      | Preisgeld | Draw    | Belag2    | Sieger Einzel   | Sieger Doppel                    |
| ------ | ----------------- | ---------------------------- | --------- | ------- | --------- | --------------- | -------------------------------- |
| 04.05. | Chichester        | Chichester Challenger        | $ 25.000  | 32E/16D | Hartplatz | Steve Krulevitz | Marty Davis Chris Dunk           |
| 04.05. | Galatina          | Galatina Challenger          | $ 25.000  | 32E/16D | Hartplatz | Werner Zirngibl | Carlos Gattiker Patrizio Parrini |
| 06.05. | Mexicali          | Mexicali Challenger          | $ 25.000  | 32E/16D | Hartplatz | James Delaney   | Syd Ball Ross Case               |
| 11.05. | Guadalajara       | Guadalajara Challenger       | $ 25.000  | 32E/16D | Hartplatz | João Soares     | Glen Holroyd Eric Sherbeck       |
| 11.05. | Lee-on-the Solent | Lee-on-the-Solent challenger | $ 25.000  | 32E/16D | Sandplatz | Jan Gunnarsson  | Martin Davis Chris Dunk          |

### Juni
| Datum1 | Ort        | Turnier               | Preisgeld | Draw    | Belag2    | Sieger Einzel | Sieger Doppel                  |
| ------ | ---------- | --------------------- | --------- | ------- | --------- | ------------- | ------------------------------ |
| 01.06. | Neapel     | Napoli Challenger     | $ 25.000  | 32E/16D | Hartplatz | Damir Keretic | Ricardo Acuña Ramiro Benavides |
| 22.06. | Cuneo      | Cuneo Challenger      | $ 25.000  | 32E/16D | Hartplatz | Juan Avendaño | Guillermo Aubone Ricardo Cano  |
| 30.06. | Turin      | Turin Challenger      | $ 25.000  | 32E/16D | Hartplatz | Pablo Arraya  | Lloyd Bourne Blaine Willenborg |
| 30.06. | Travemünde | Travemünde Challenger | $ 25.000  | 48E/24D | Hartplatz | Ulrich Pinner | Brad Guan Wayne Hampson        |

### Juli
| Datum1 | Ort            | Turnier                   | Preisgeld | Draw    | Belag2    | Sieger Einzel        | Sieger Doppel                                 |
| ------ | -------------- | ------------------------- | --------- | ------- | --------- | -------------------- | --------------------------------------------- |
| 06.07. | Essen          | Essen Challenger          | $ 25.000  | 46E/24D | Hartplatz | Chris Johnstone      | Jan Gunnarsson Stefan Svensson                |
| 06.07. | Sanremo        | San Remo Challenger       | $ 25.000  | 32E/16D | Hartplatz | Corrado Barazzutti   | Bob Berger Blaine Willenborg                  |
| 13.07. | La Spezia      | La Spezia Challenger      | $ 25.000  | 32E/16D | Hartplatz | Adriano Panatta      | Željko Franulović Adriano Panatta             |
| 27.07. | Zell am See    | Zell Challenger           | $ 50.000  | 32E/16D | Hartplatz | Fernando Luna        | Ricardo Acuña Ramiro Benavides                |
| 27.07. | Rio de Janeiro | Rio de Janeiro Challenger | $ 25.000  | 48E/24D | Hartplatz | Júlio Góes           | Givaldo Barbosa João Soares                   |
| 27.07. | Ulm            | Ulm Challenger            | $ 25.000  | 48E/24D | Sandplatz | TschechienTomas Smid | Vereinigte StaatenBud Cox AustralienBrad Guan |

### August
| Datum1 | Ort           | Turnier                  | Preisgeld | Draw    | Belag2    | Sieger Einzel           | Sieger Doppel                    |
| ------ | ------------- | ------------------------ | --------- | ------- | --------- | ----------------------- | -------------------------------- |
| 03.08. | Bara          | Bara Challenger          | $ 25.000  | 32E/16D | Hartplatz | Bruce Derlin            | Jiří Hřebec Pavel Huťka          |
| 03.08. | Ostende       | Ostend Challenger        | $ 25.000  | 32E/16D | Hartplatz | Jérôme Potier           | John Feaver Chris Johnstone      |
| 03.08. | Porto Alegre  | Porto Alegre Challenger  | $ 25.000  | 48E/11D | Hartplatz | Carlos Kirmayr          | Titel geteilt                    |
| 03.08. | San Benedetto | San Benedetto Challenger | $ 25.000  | 32E/16D | Hartplatz | Adriano Panatta         | Paolo Bertolucci Adriano Panatta |
| 10.08. | Brasília      | Brasília Challenger      | $ 25.000  | 48E/24D | Hartplatz | Pablo Arraya            | Givaldo Barbosa João Soares      |
| 10.08. | Royan         | Royan Challenger         | $ 25.000  | 32E/16D | Hartplatz | Jaroslav Navrátil       | Cliff Letcher Warren Maher       |
| 10.08. | Tarragona     | Tarragona Challenger     | $ 25.000  | 32E/16D | Hartplatz | Jairo Velasco Sr.       | Zoltán Kuhárszky Richard Lewis   |
| 17.08. | Le Touquet    | Le Touquet Challenger    | $ 25.000  | 32E/16D | Hartplatz | Stefan Simonsson        | Anders Järryd Stefan Simonsson   |
|        | Campinas      | Campinas Challenger      | $ 25.000  | 48E/24D | Sandplatz | BrasilienMarcos Hocevar | Júlio Góes João Soares           |
| 23.08. | Brüssel       | Brussels Challenger      | $ 25.000  | 32E/16D | Hartplatz | Georges Goven           | Bernard Boileau Alain Brichant   |
| 24.08. | Reus          | Reus Challenger          | $ 25.000  | 32E/16D | Hartplatz | Jean-François Caujolle  | Egan Adams Robbie Venter         |

### September
| Datum1 | Ort      | Turnier             | Preisgeld | Draw    | Belag2    | Sieger Einzel       | Sieger Doppel                      |
| ------ | -------- | ------------------- | --------- | ------- | --------- | ------------------- | ---------------------------------- |
| 07.09. | Bari     | Bari Challenger     | $ 25.000  | 32E/16D | Hartplatz | Zoltán Kuhárszky    | Ian Harris Belus Prajoux           |
| 07.09. | Messina  | Messina Challenger  | $ 25.000  | 32E/16D | Hartplatz | Mario Martínez      | Alejandro Pierola Belus Prajoux    |
| 21.09. | Layetano | Layetano Challenger | $ 25.000  | 32E/16D | Hartplatz | José García Requena | Gonzalo Nunez Hugo Núñez           |
| 29.09  | Athen    | Athens Challenger   | $ 25.000  | 32E/16D | Hartplatz | Vincent Van Patten  | Vincent Van Patten Nels Van Patten |

### Oktober
| Datum1 | Ort    | Turnier                             | Preisgeld | Draw     | Belag2    | Sieger Einzel | Sieger Doppel              |
| ------ | ------ | ----------------------------------- | --------- | -------- | --------- | ------------- | -------------------------- |
| 26.10  | Sydney | Australian Hard Court Championships | $ 25.000  | $ 25.000 | Hartplatz | Kim Warwick   | Matt Mitchell Andy Andrews |

### November
| Datum1 | Ort        | Turnier               | Preisgeld | Draw    | Belag2    | Sieger Einzel | Sieger Doppel                |
| ------ | ---------- | --------------------- | --------- | ------- | --------- | ------------- | ---------------------------- |
| 16.11. | Benin City | Benin City Challenger | $ 50.000  | 32E/16D | Hartplatz | Haroon Ismail | Andrew Jarrett Richard Lewis |
| 30.11. | Bahia      | Bahia Challenger      | $ 50.000  | 32E/16D | Hartplatz | Pat DuPré     | Carlos Kirmayr Cássio Motta  |

### Dezember
| Datum1 | Ort      | Turnier             | Preisgeld | Draw | Belag2    | Sieger Einzel   | Sieger Doppel                   |
| ------ | -------- | ------------------- | --------- | ---- | --------- | --------------- | ------------------------------- |
| 06.12. | Brisbane | Brisbane Challenger | $ 30.000  | c    | Hartplatz | Chris Johnstone | Chris Johnstone Craig A. Miller |

- 1 Turnierbeginn (ohne Qualifikation)
- 2 Das Kürzel „(i)“ (= indoor) bedeutet, dass das betreffende Turnier in einer Halle ausgetragen wurde.